# Remigiuskirche (Falera)

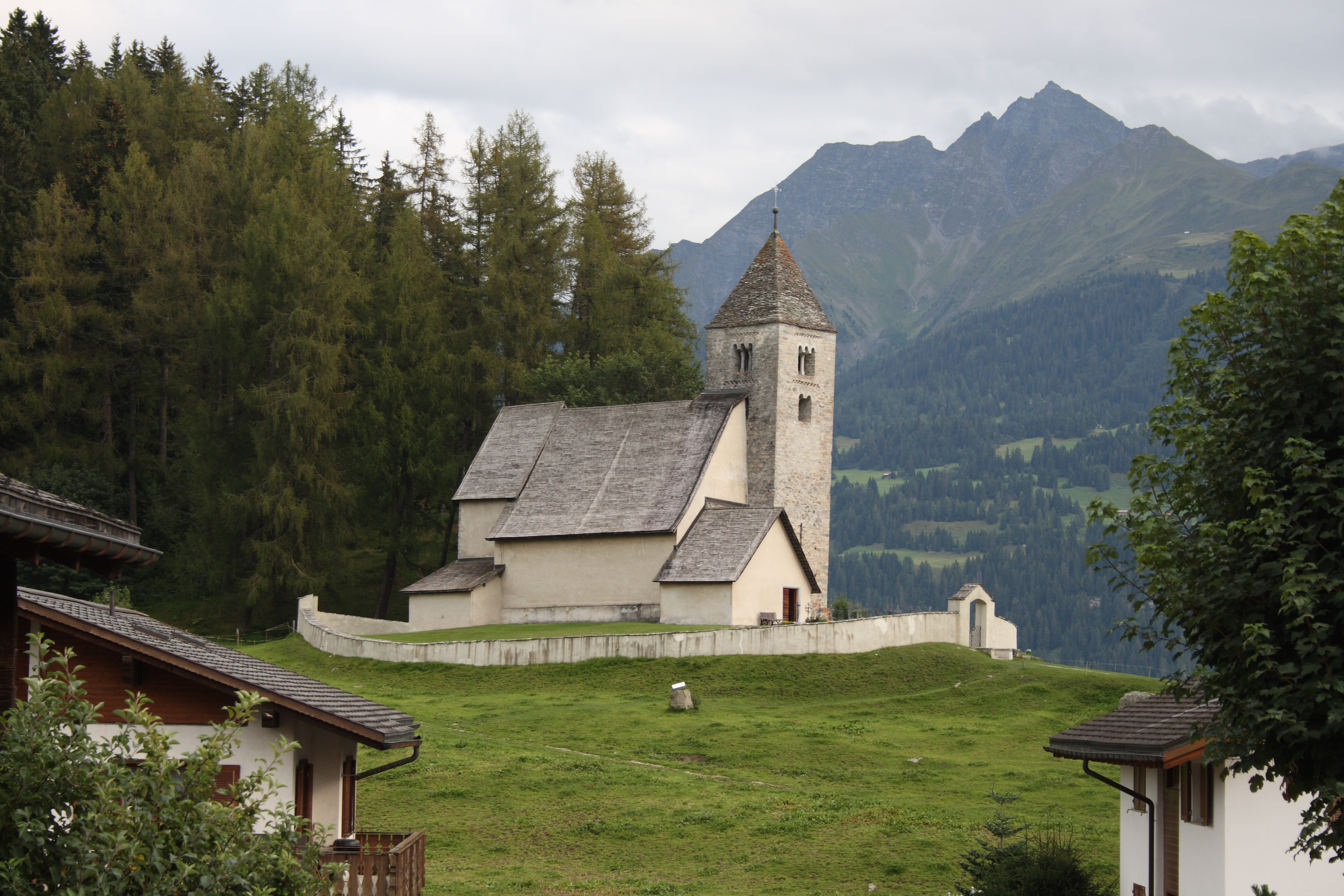
St. Remigius in Falera

Wappen Faleras

Die alte Kirche St. Remigius (Baselgia veglia) ist das Wahrzeichen des Dorfes Falera im Kanton Graubünden in der Schweiz. Sie ist dem heiligen Remigius geweiht und im Wappen Faleras enthalten. Ihre Funktion als  katholische Pfarrkirche wurde 1904 von der neu gebauten Herz-Jesu-Kirche übernommen.

## Lage

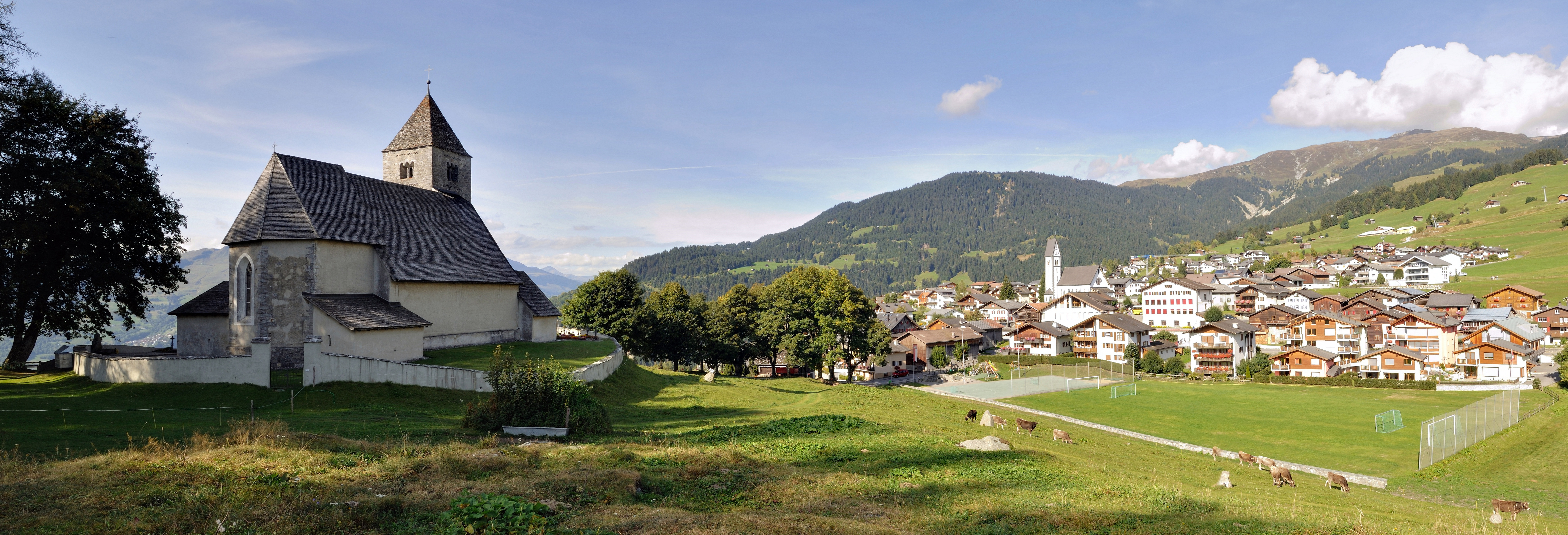
Remigiuskirche mit Blick auf Falera

Die Kirche liegt abseits des Dorfes am Fusse eines bewaldeten Hügels, der Mutta, in der Nähe einer bedeutenden Kult- und Astronomiestätte aus vorrömischer Zeit. Der Bau ist von einer schiffsförmigen Friedhofsmauer umgeben. Kirche und Mauer sind somit ein Symbol für die Arche Noahs und sollen die Menschen daran erinnern, nach einem sicheren Ufer Ausschau zu halten.
Um der Friedhofsmauer die Form eines Schiffes zu geben, musste viel Erde aufgeschichtet werden, damit darauf Turm und Kirche errichtet werden konnten. Der massive Turm hat die locker aufgeschüttete Erde im Südwesten zusammengepresst und hängt demzufolge auf dieser Seite 50 cm über. Auffallend sind die speziellen architektonischen Proportionen: Die Länge der Kirche (ohne den Vorraum, der später hinzugebaut wurde) entspricht genau der Höhe des Kirchturmes. Dieses ‚Quadrat’ führt dazu, dass die Proportionen als besonders harmonisch empfunden werden.

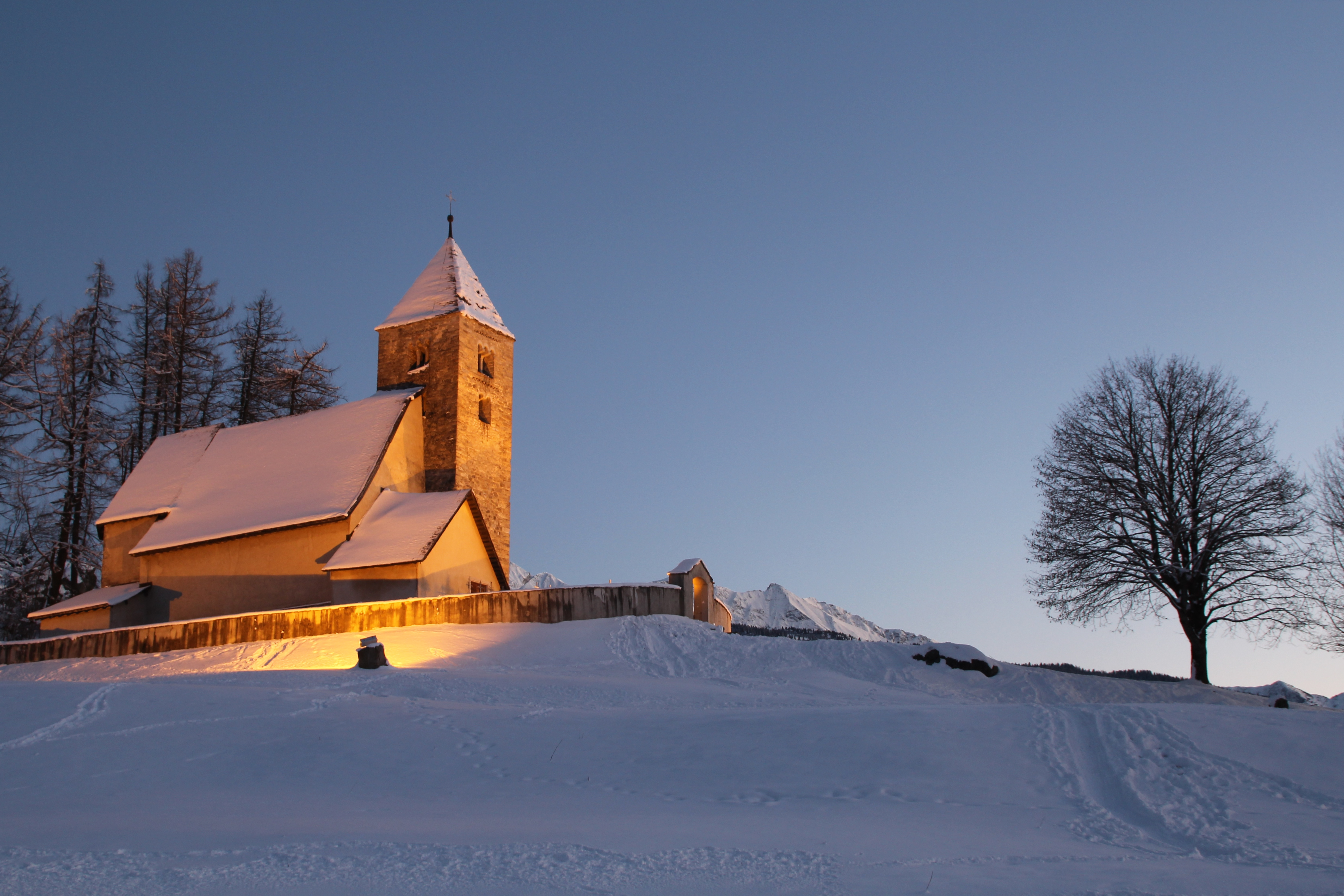
Dezember 2014
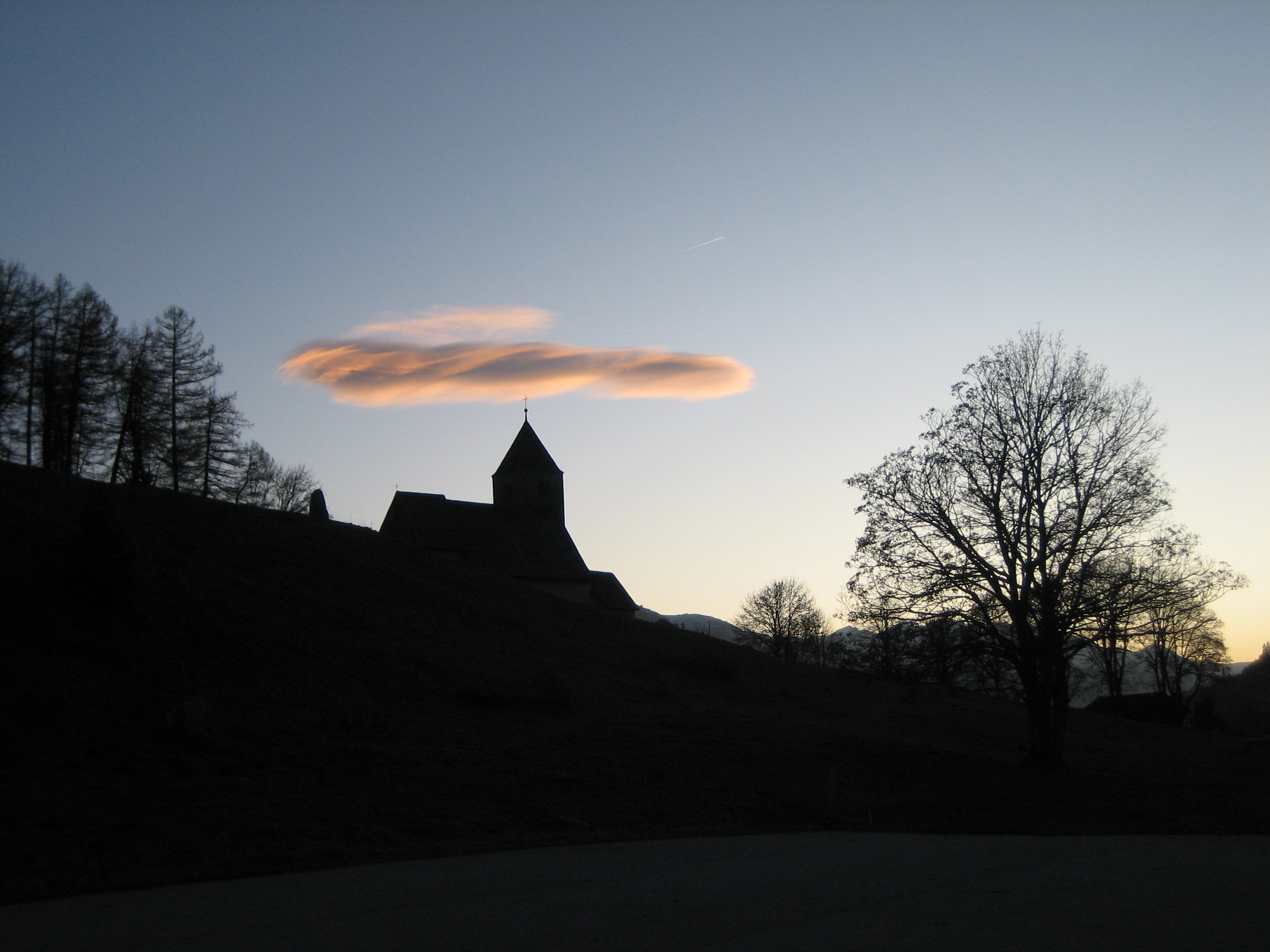
Abenddämmerung
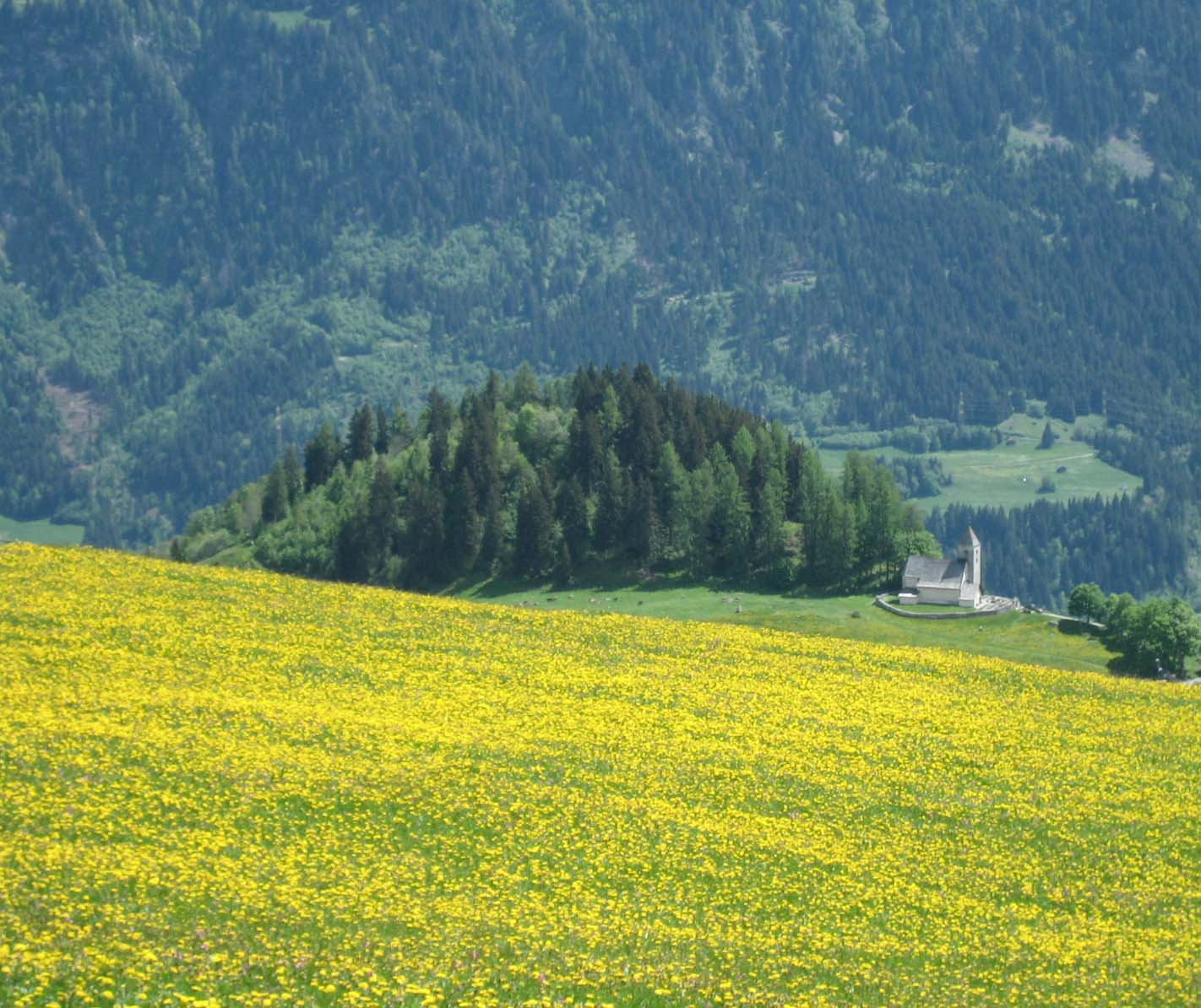
Die Mutta und St. Remigius
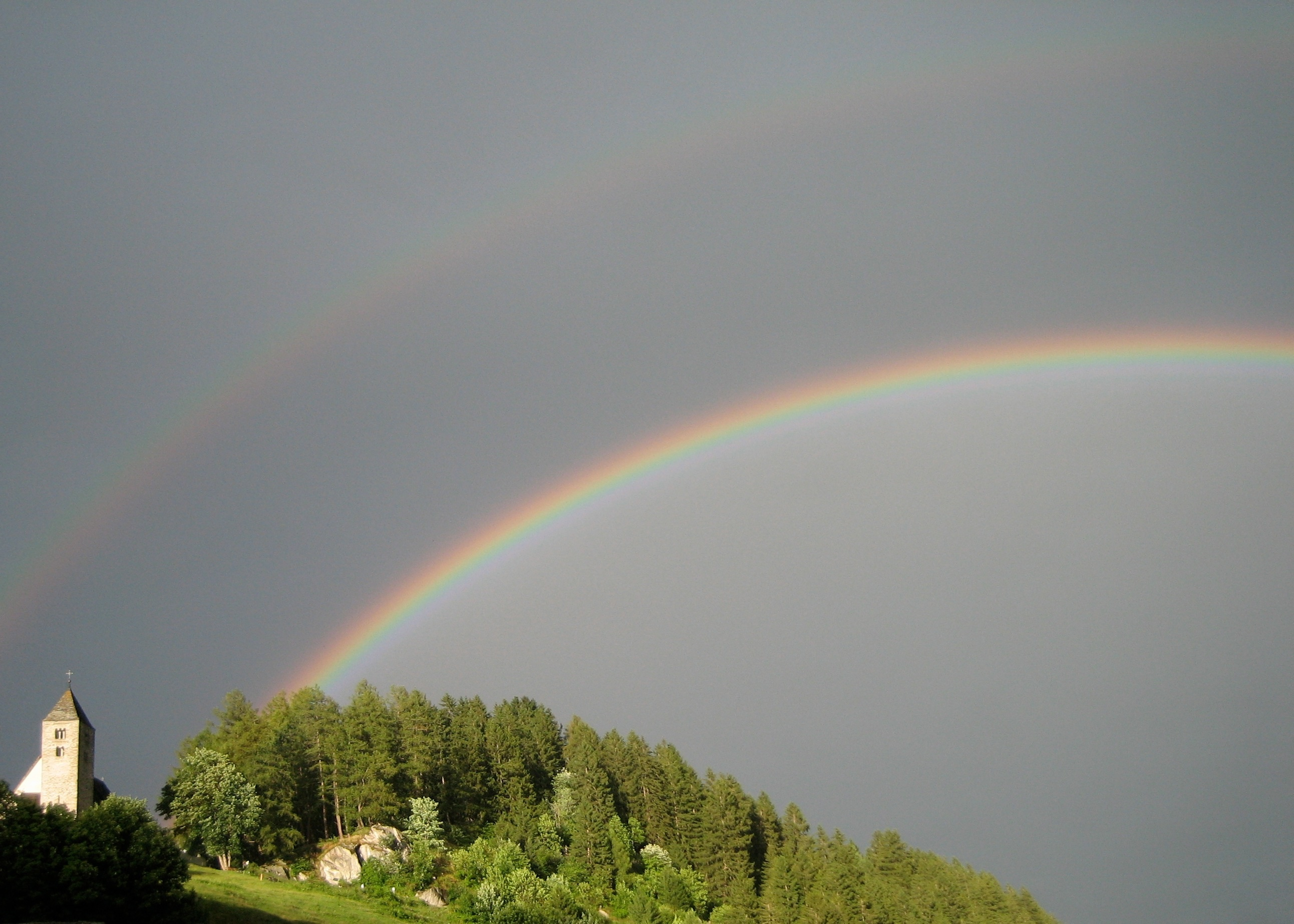
St. Remigius mit Regenbogen
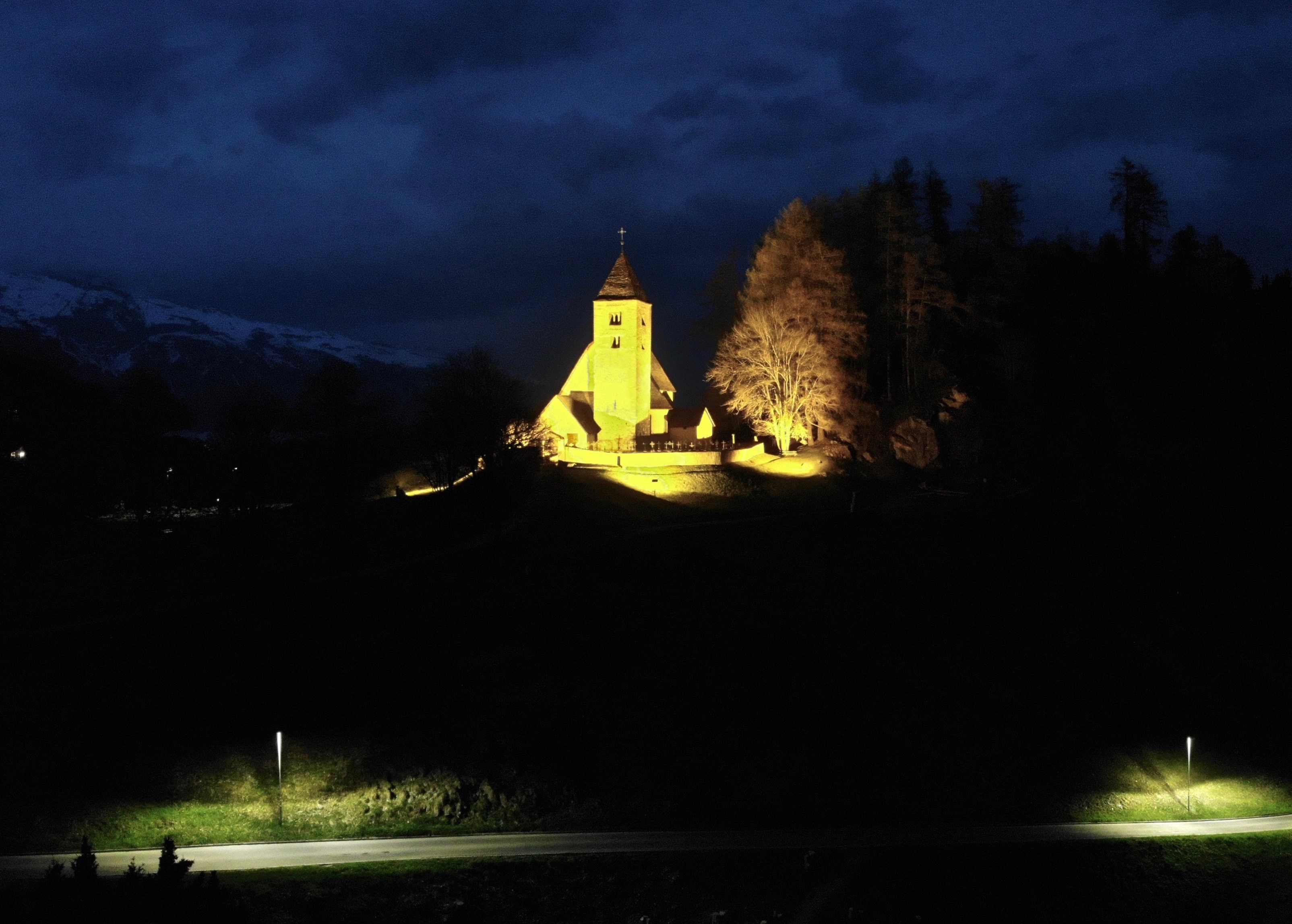
Ansicht von Süden

## Der Aussenbau

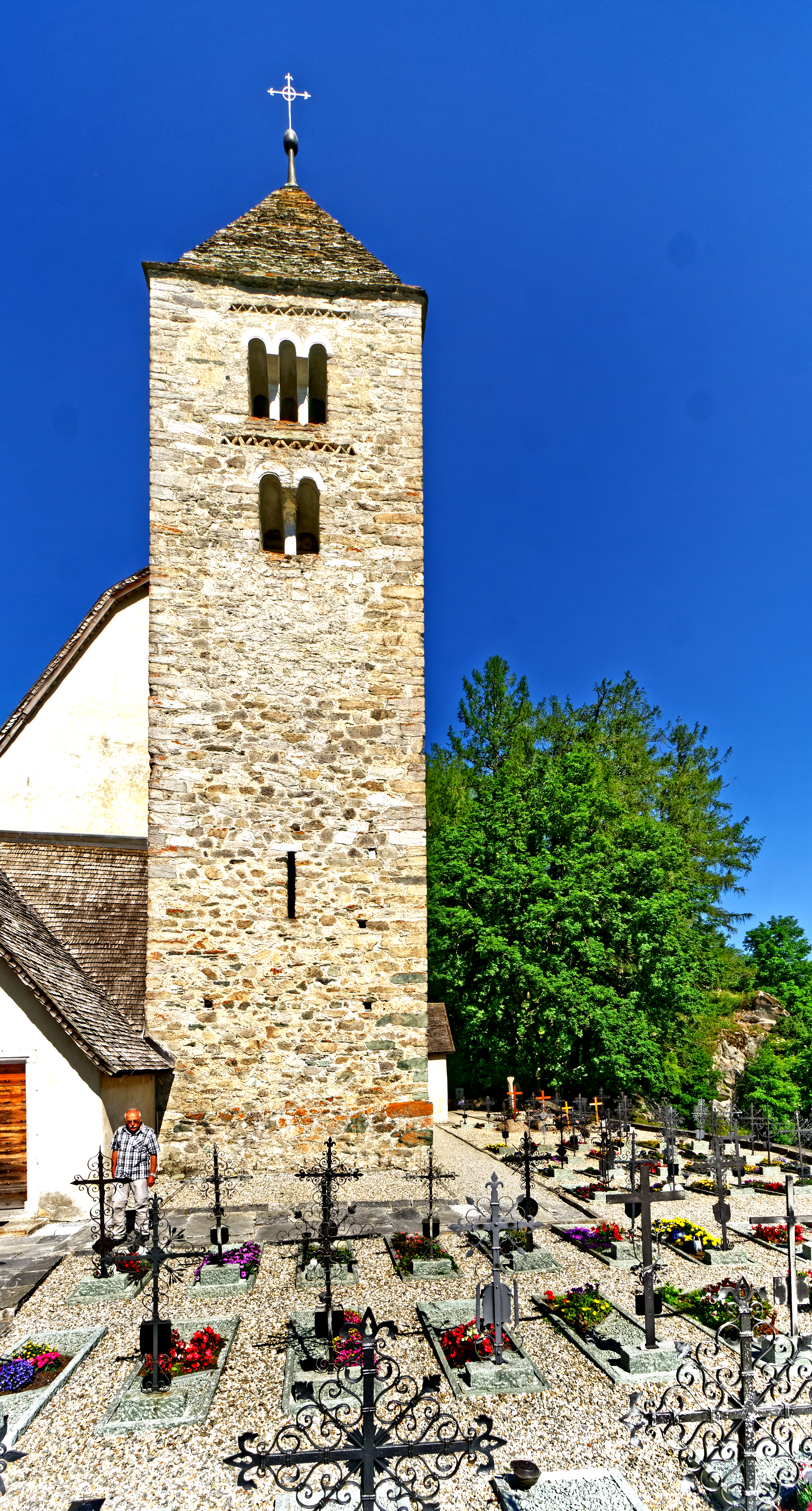
Der romanische Kirchturm.

### Turm
Der romanische, gemauerte und unverputzte Kirchturm mit seinen 1,80 m dicken Mauern stammt aus dem 13. Jahrhundert. Er ist mit einem Zeltdach aus Steinplatten gedeckt. Die Schallfenster, oben drei-, unten zweigliedrig, sind mit Säulen, Kapitellen und Rundbogen versehen. Im westlichen Schallfenster wurden Säulen und Bogen 1771 entfernt, vermutlich, um eine neue Glocke aufziehen zu können. Bei der Restaurierung der Kirche 1977 bis 1982 wurde das Fenster wieder in seinen Urzustand versetzt. Als Sturzplatte über dem Eingang zum Turm wurde eine spätgotische Grabplatte mit dem Wappen der Familie von Rink (14. Jahrhundert) eingebaut.

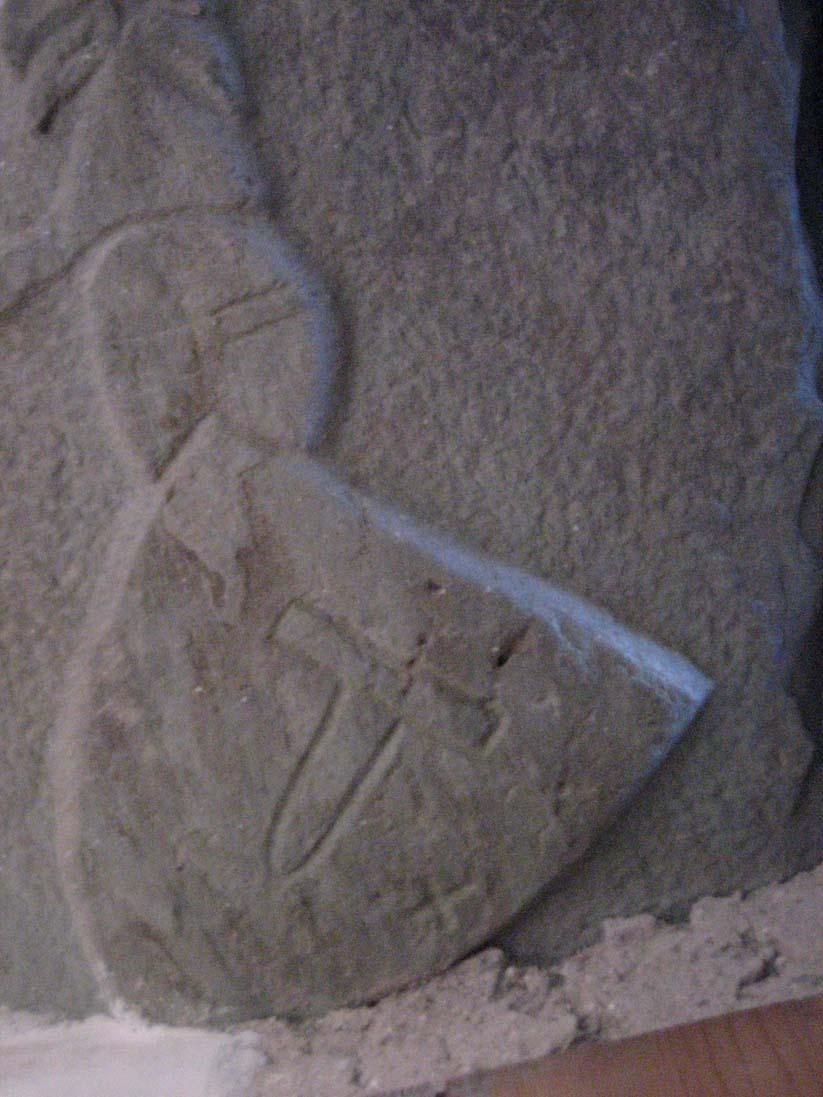
Grabplatte der von Rink als Türsturz beim Aufgang zum Turm

Im Turm hängen vier Glocken. Die kleinste wurde 1900 durch die Gebrüder Theus in Felsberg gegossen. Sie soll ursprünglich als Schulglocke gedient haben. Sie wird nicht geläutet, weil sie klanglich nicht zu den anderen passt.
Die grosse Glocke stammt aus dem Jahr 1771 und ist dem Heiligen Jodokus gewidmet. Sie wurde früher bei Sturmwetter geläutet. Die mittlere Glocke, der Muttergottes gewidmet, stammt von 1765. Die dritte wurde um 1300 gegossen. Sie hat einen Durchmesser von 71 cm und trägt eine hochgotische Inschrift: eine Widmung an die Heiligen Remigius und Germanus und an die vier Evangelisten. Sie ist eine der ältesten Glocken, die in Graubünden noch geläutet werden.
Von der alten Turmuhr ist nur noch ein Teil des Uhrwerks vorhanden. Die Uhr wurde 1853 vom Uhrmacher J. Hupelchofer aus Maienfeld geliefert und kostete 340 Franken – der Gegenwert von vier bis fünf Rindern. Als der Turm der 1905 eingeweihten neuen Pfarrkirche eine Uhr erhielt, wurde die Uhr von St. Remigius nicht mehr unterhalten, lief aber bis ca. 1920. Das weisse Zifferblatt auf der Westseite wurde erst 1978 entfernt.

### Vorraum und Schiff

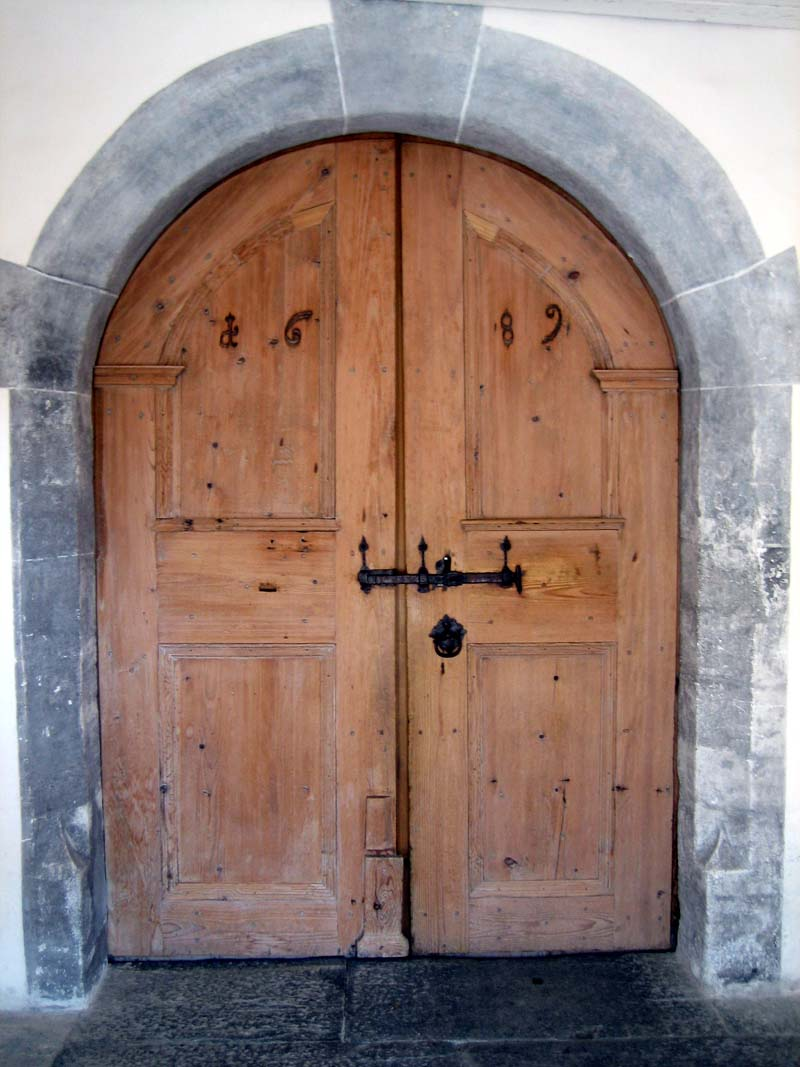
Das innere Portal von 1689

Der Vorraum mit dem Beinhaus an der Nordseite ist, wie eine Jahreszahl in einem Balken bezeugt, 1770 angebaut worden. Die innere Tür stammt aus dem Jahr 1689. Das äussere Portal von 1770 musste 1955 durch ein neues ersetzt werden; hergestellt wurde es vom einheimischen Schreiner Andreia Casutt. 1982 wurde ein neues Portal angefertigt, das dem Original von 1770 entsprach. Casutts Portal wird seit 1888 für die Aufbewahrungskapelle verwendet.
Das Alter des Kirchenschiffs lässt sich nicht mit Sicherheit bestimmen. Bekannt ist, dass zwischen 1475 und 1491 an der Kirche gebaut worden ist. Im Gemeindearchiv liegen Ablassbriefe des Papstes vom 29. Oktober und 20. Dezember 1475. Darin wurden denjenigen Ablass gewährt, die beim Umbau der Remigiuskirche mitgeholfen haben.
Der spätgotische Chor stammt aus dem Jahr 1491: In diesem Jahr hat der Churer Bischof Balthasar Brennwald am 7. Dezember drei gotische Altäre geweiht.
Gewisse Teile der Kirche sind älter, ist doch die Türe zur nördlichen Sakristei mit einem romanischen Bogen versehen. Es ist denkbar, dass gleichzeitig mit dem Turm im 13. Jahrhundert eine Kirche errichtet worden ist.
Eine dem heiligen Remigius geweihte Kirche in Falera wird bereits 1045 in einer Schenkungsurkunde von Kaiser Heinrich III. erwähnt. Die Urkunde erwähnt verschiedene Güter, die der Kaiser u. a. auch in Falera besass und die er dem Kloster Schänis vermachte.
Es ist zu vermuten, dass die erwähnte karolingische Kirche an derselben Stelle stand wie die heutige; nirgendwo finden sich Hinweise auf eine andere Stelle. Aus welcher Zeit jene Kirche stammt, lässt sich nur vermuten.

## Innenraum

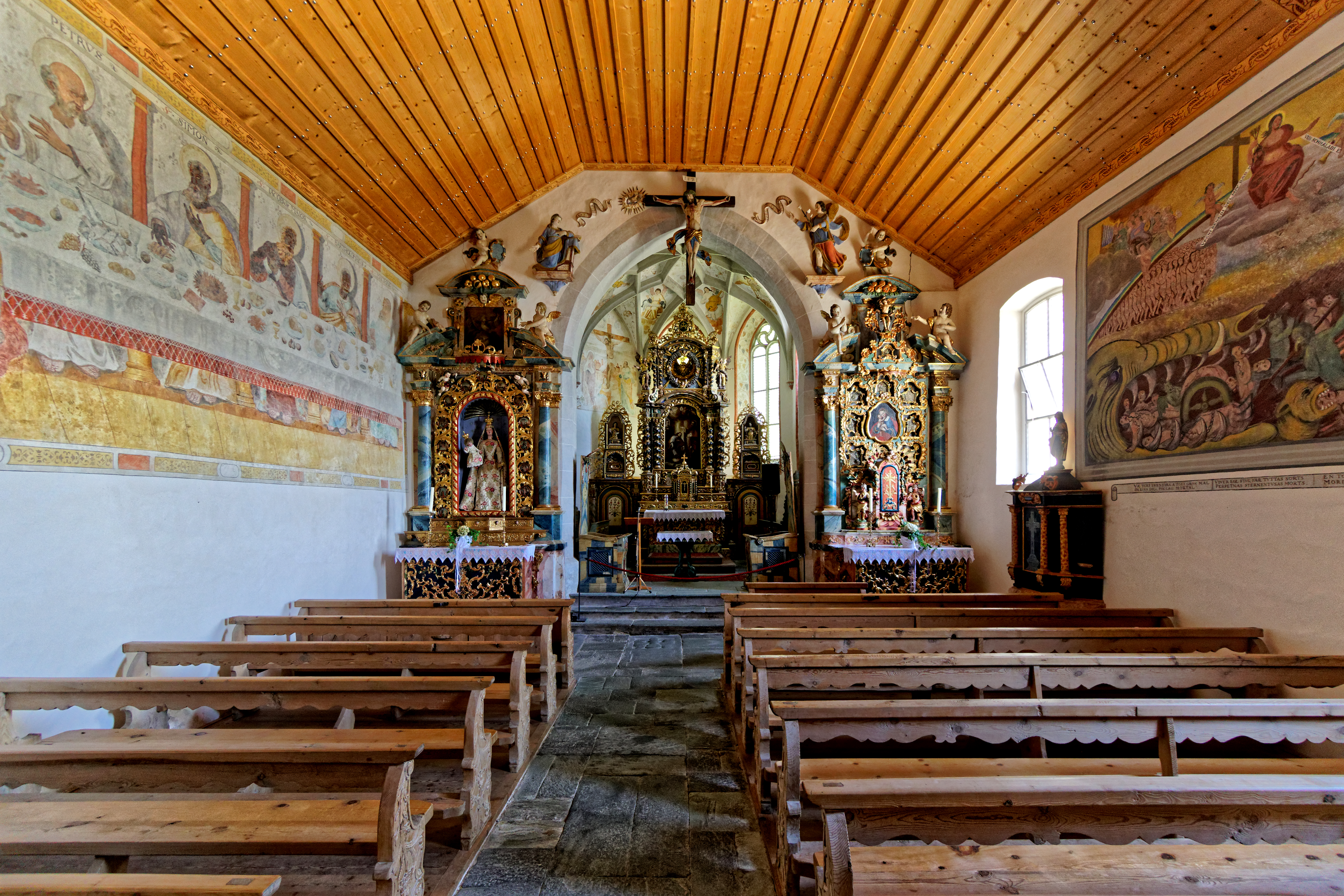
Blick in das einschiffige Langhaus.

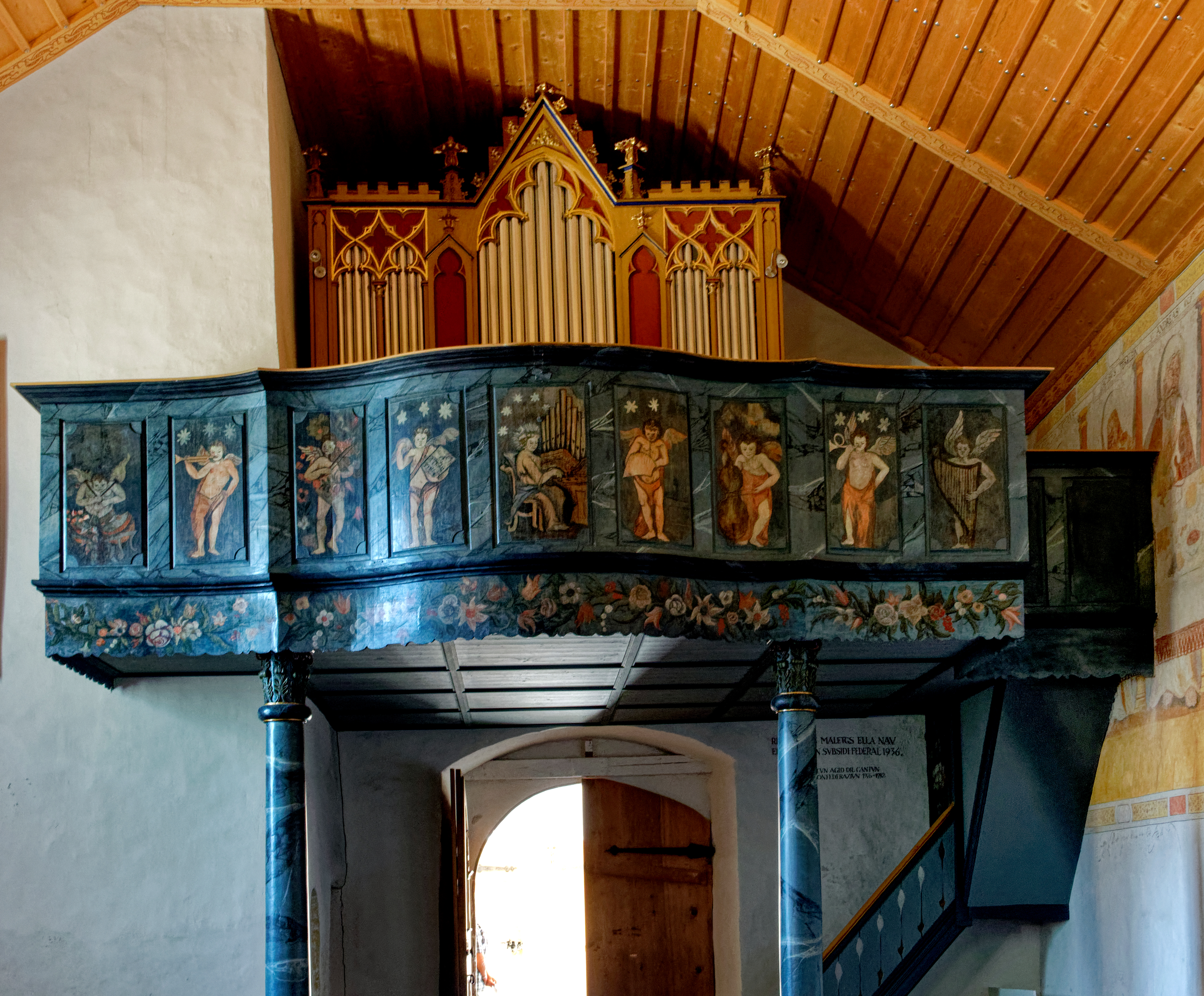
Die Orgelempore.

Der Innenraum besteht aus einem einschiffigen Langhaus und einem dreiseitigen gotischen Chorraum. Kirchenschiff und Chor sind reich mit Malereien verziert:
Das ausdrucksvolle Abendmahlbild nimmt die ganze Länge der Nordseite ein. Es wurde 1646 von Georg Wilhelm Gresner aus Konstanz gemalt, ist aber bereits im September 1766 vom Obersaxer Flachmaler Michel Mirer weiss übermalt worden. 1936 wurde Pater Notker Curt' aus dem Kloster Disentis auf das verborgene Bild aufmerksam und die weisse Deckschicht wurde von Pater Notker und seinem Mitbruder Iso Müller entfernt. Bei der Restaurierung wurden die Gesichter und zum Teil Hände und Kleider von drei Aposteln mit einer synthetischen Farbe übermalt, die bald oxidierte und stark nachdunkelte.
Das erste Bild im Chor zeigt die Ölbergszene. Unter der Szene ist der Stifter mit Wappen abgebildet. Es handelt sich hierbei um einen Priester. Das Wappen ist unbekannt. Es könnte das Wappen der Habsburg sein (siehe Zürcher Wappenrolle von 1340). Von 1299 bis 1342 war das Gebiet Laax (Grafschaft Laax) ein Reichslehen der Habsburger. Das Bild stammt aus dem Jahre 1623, wie die Inschrift unter dem Bild zeigt.

Das zweite Bild im Chor zeigt die Kreuzigung. In der Ecke dieses Bildes ist der Stifter im Pilgerkleid mit Stab und Hut dargestellt. Es handelt sich um ein Mitglied der Familie Capol, wie das Wappen zeigt.

Das dritte Bild im Chor zeigt die Auferstehung Jesu Christi. Es zeigt Christus in der Lichtaureole und am Grab die Soldaten.
Die Darstellung des Jüngsten Gerichts mit einer rätoromanischen Inschrift an der Südwand entstand um 1800, der Maler ist nicht bekannt. Sie gilt künstlerisch als nicht besonders wertvoll. Der barocke Hochaltar ist ein reich verzierter und vergoldeter Holzaufbau des Wallisers Jodok Ritz aus dem Jahr 1730. Das Altarbild zeigt den heiligen St. Remigius, wie er als Bischof von Reims den zum Christentum bekehrten König Chlodwig tauft. Der Maler der Fresken mit musizierenden Engeln im Chor ist nicht bekannt. An einer Rippe des spätgotischen Gewölbes ist die Jahreszahl 1623 zu sehen. Die beiden Seitenaltäre aus Stuck wurden um 1660/70 errichtet. Der gotische Wandtabernakel aus dem Jahr 1491 wurde beim Ausbrechen eines Fensters 1730 stark beschädigt und später rekonstruiert. Die Wandmalereien daneben zeigen den Heiligen Remigius und Augustinus. Die von Florin Cavelti aus Sagens originell geschnitzten Kirchenbänke stammen aus dem Jahr 1778, das Chorgestühl und die Emporenbrüstung mit Bauernmalerei aus dem Jahr 1778. Das marmorne Weihwasserbecken ist mit Einlegearbeiten verziert und trägt die Jahreszahl 1716.
Die ursprüngliche Holzdecke mit Schnitzereien und einem Gemälde auf Leinwand, das Jesus und seine Jünger im Sturm auf dem See Genezareth darstellte, musste 1880 ersetzt werden und wurde dabei zerstört. Es wurde eine neue hölzerne Decke eingebaut, die später blau gestrichen wurde. Diese blaue Decke befindet sich noch heute unter der neuen Decke, die 1980 erstellt wurde. Bei der Renovation eines Maiensässes kamen 1978 ein paar Bretter mit Leinwandfetzen der alten gotischen Decke zum Vorschein. Sie dienten als Vorlage für Zierleisten an der Südwand bei der Turmecke der heutigen Decke. Geschnitzt wurden sie vom Churer Kunstschnitzer Duri Caviezel.
Die Orgel mit neun Registern wurde 1896 von der Firma Max Klingler aus Rorschach eingebaut. Sie ersetzte die erste kleine Orgel von Pankratius Kayser von 1773. Gleichzeitig wurde die Empore vergrössert.
Den Boden aus Natursteinplatten bekam die Kirche 1766.

Kirche St. Remigius: Innenraum
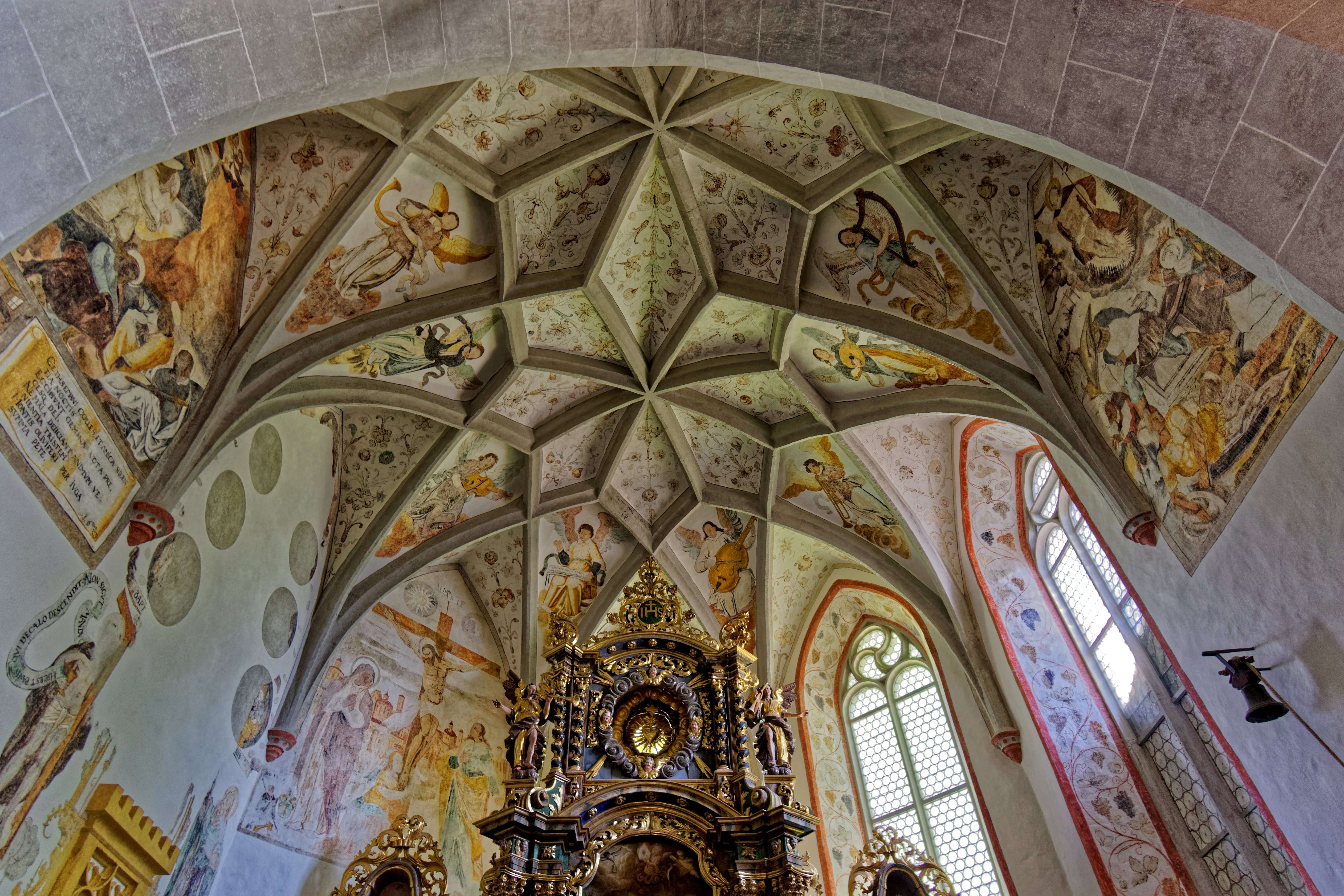
Blick an die Decke des Chors
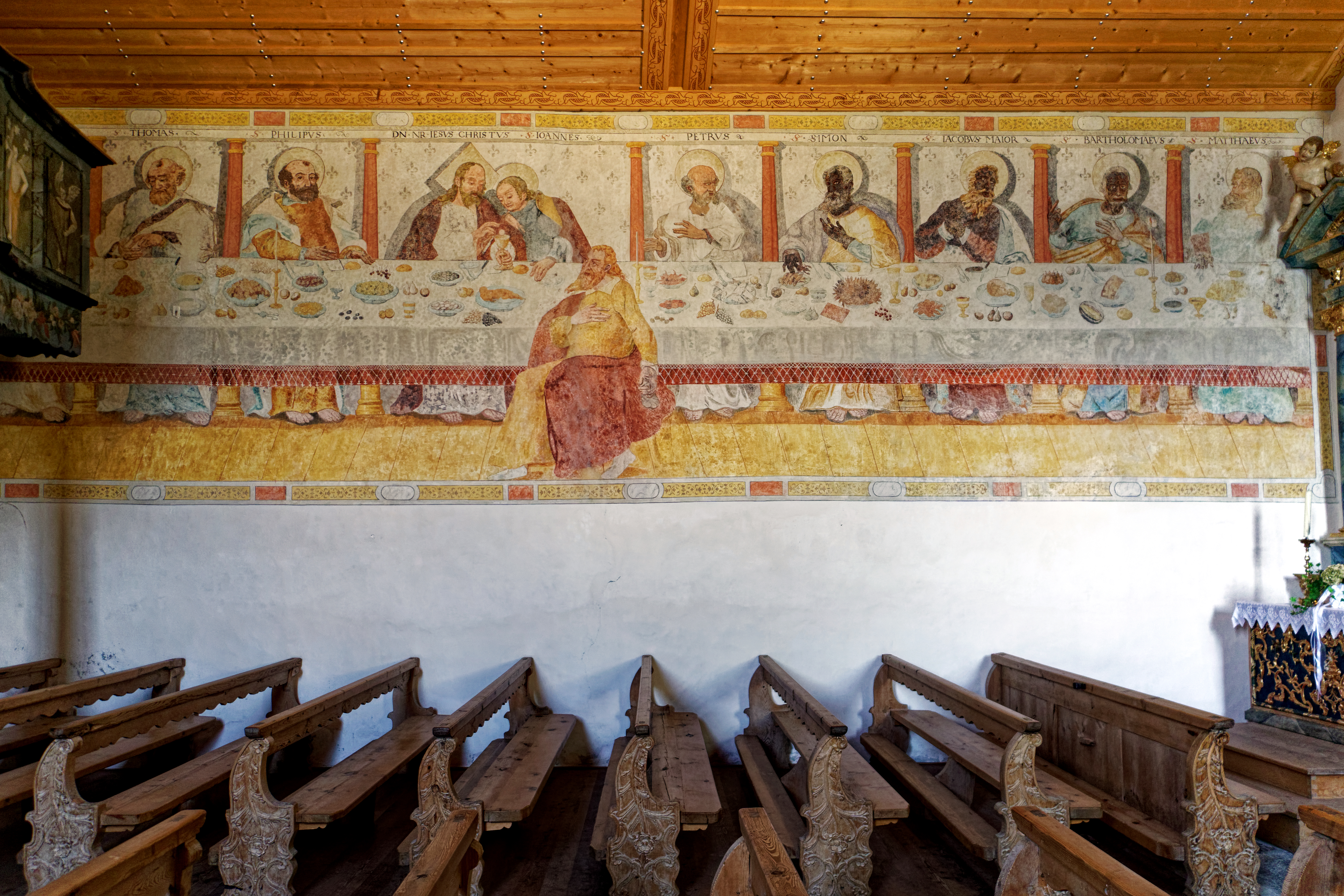
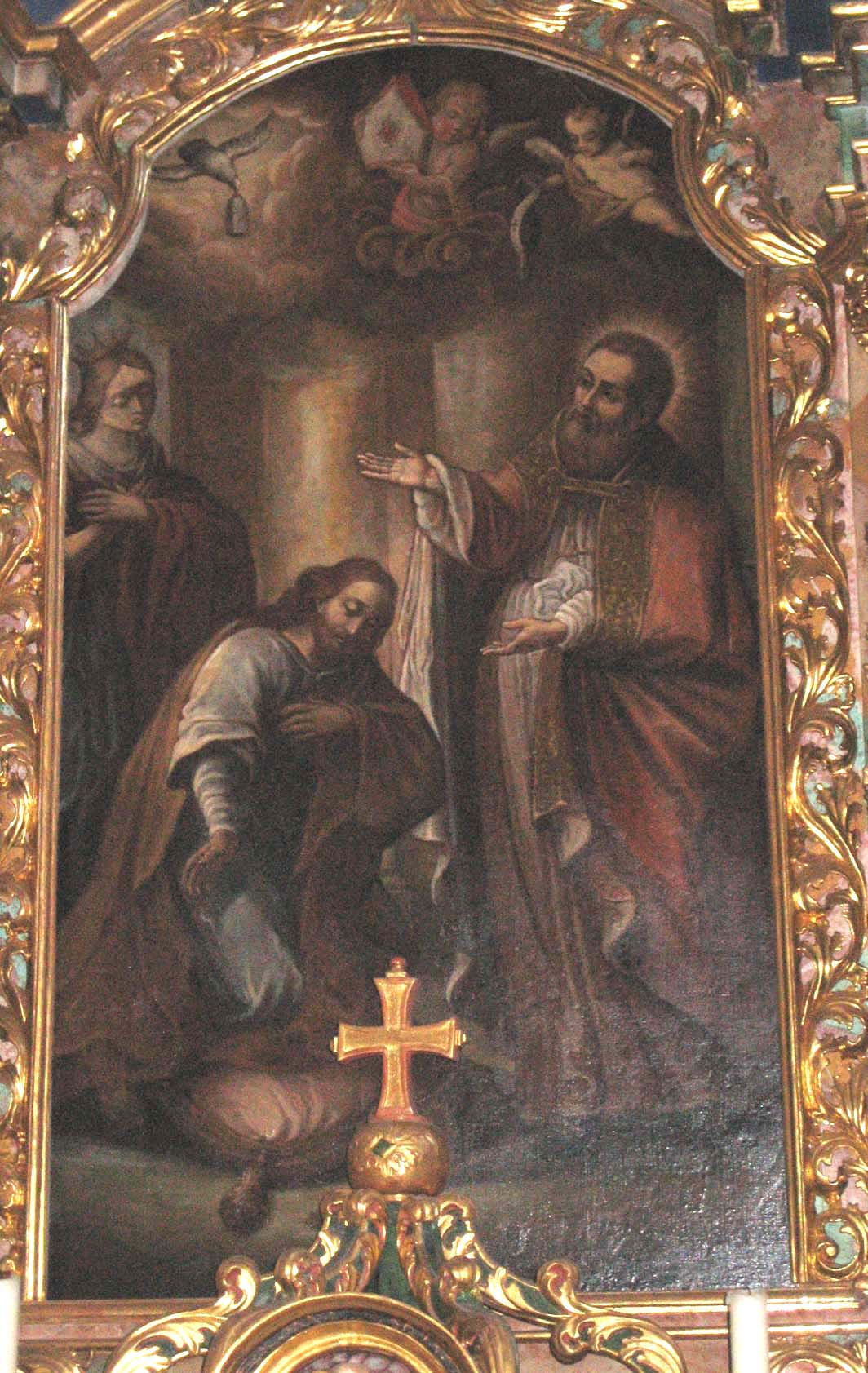
Remigius tauft König Chlodwig
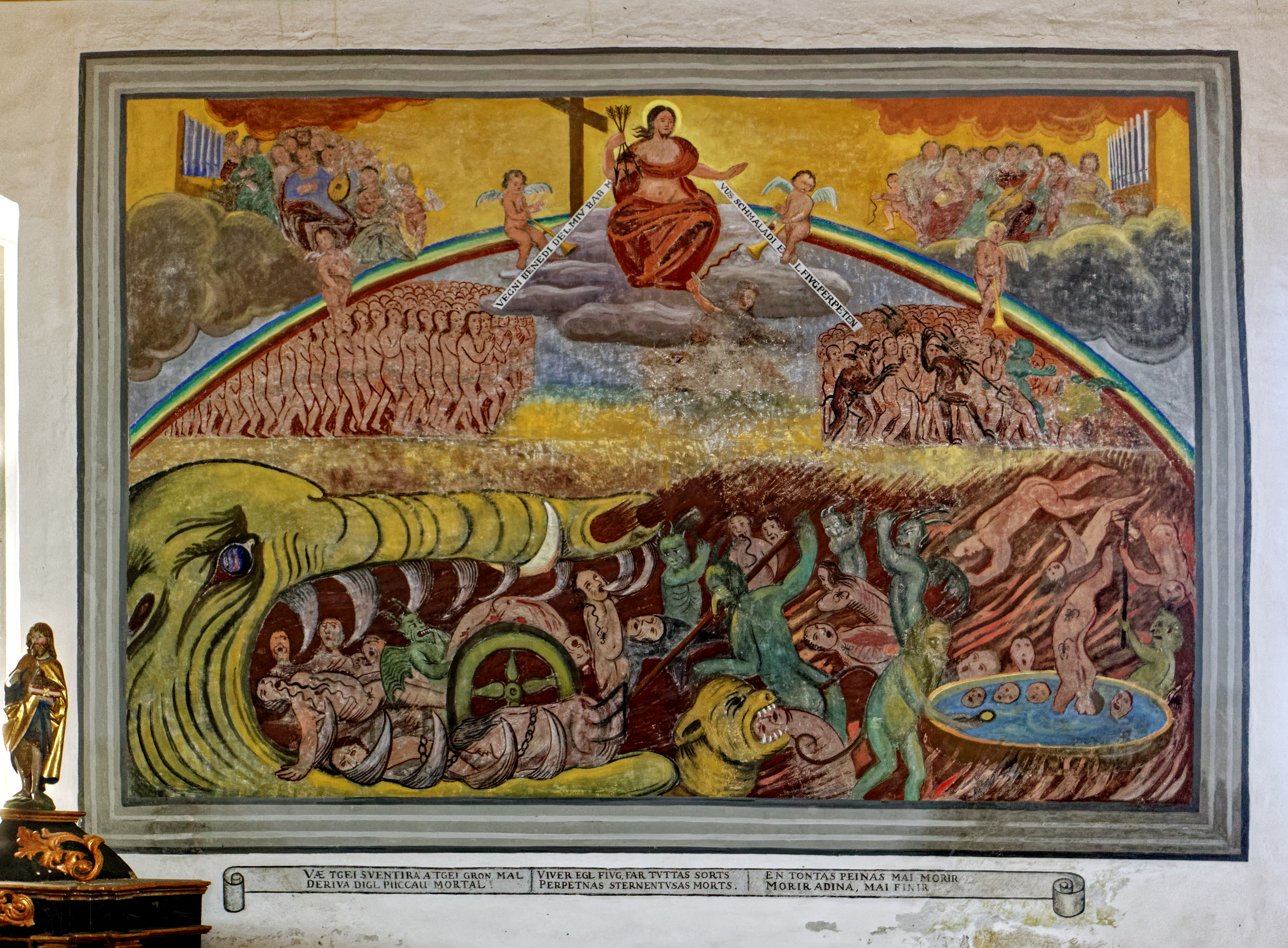
Das Jüngste Gericht
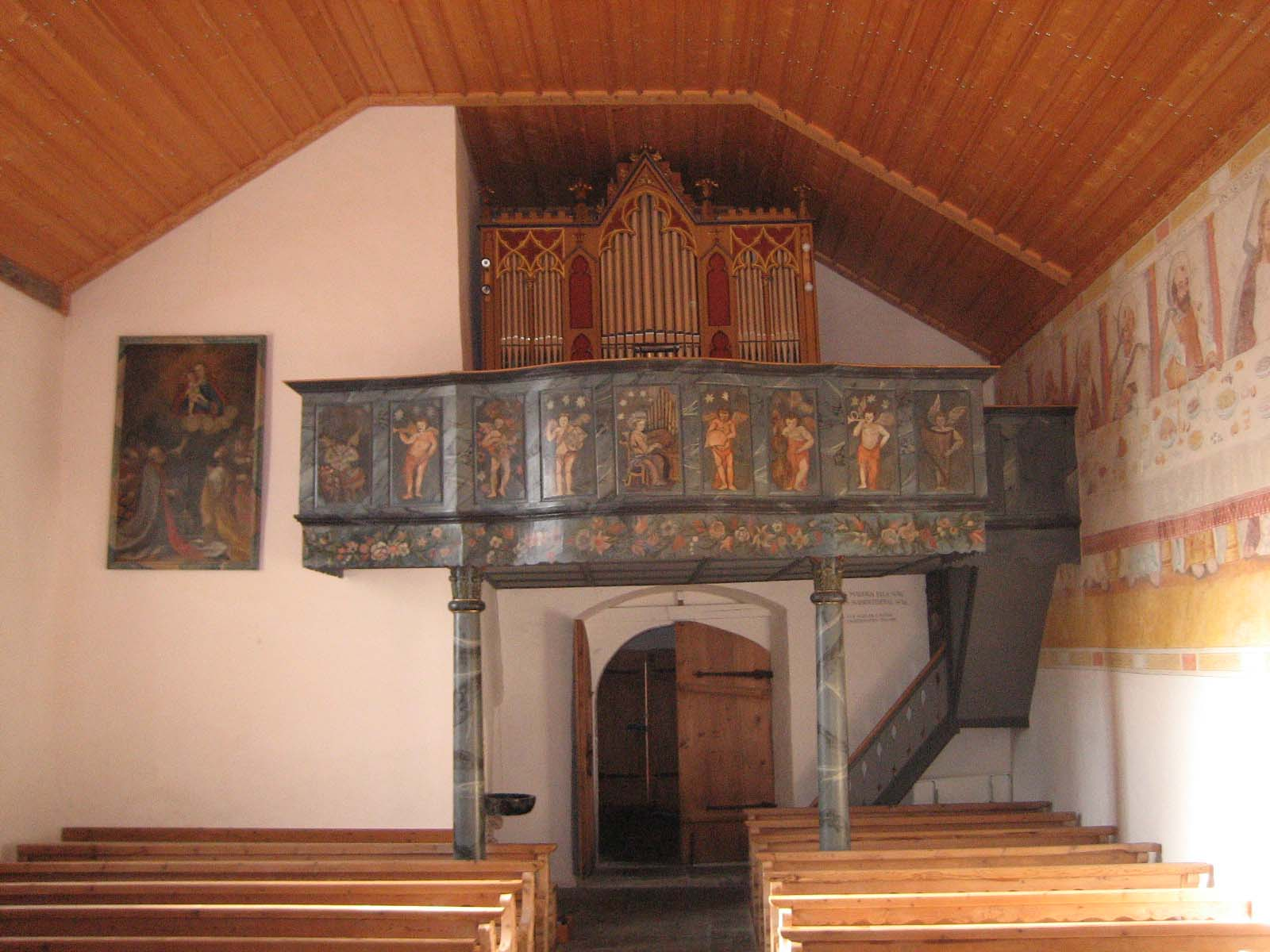
Die Empore mit der Orgel

## Restaurierung 1975–1982

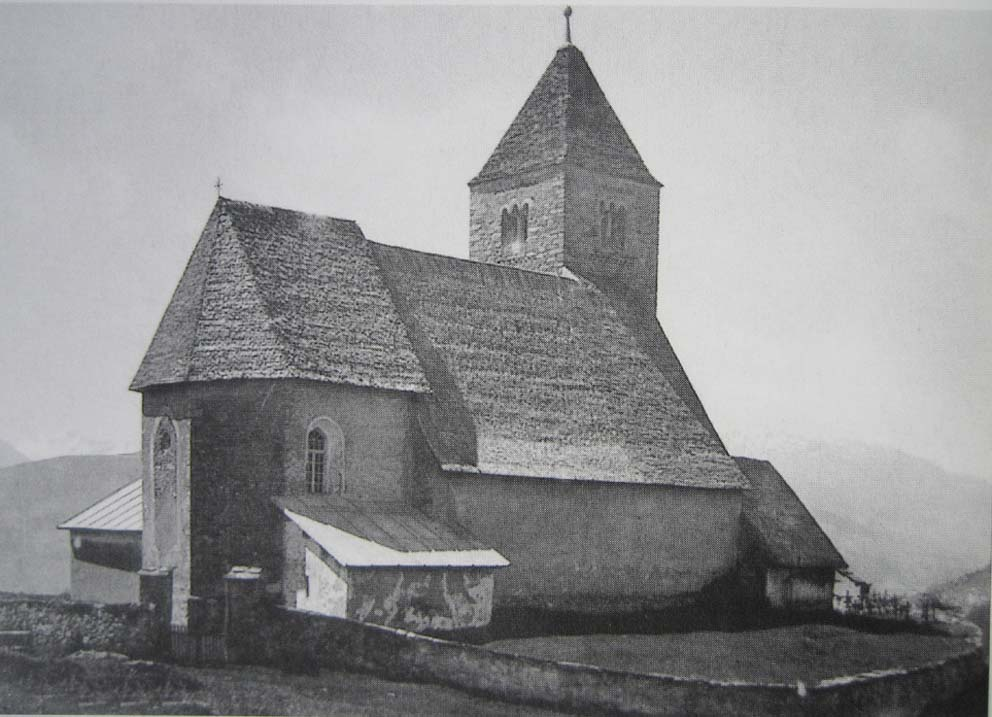
St. Remigius um 1880 mit dem ursprünglichen Dach aus Holzschindeln

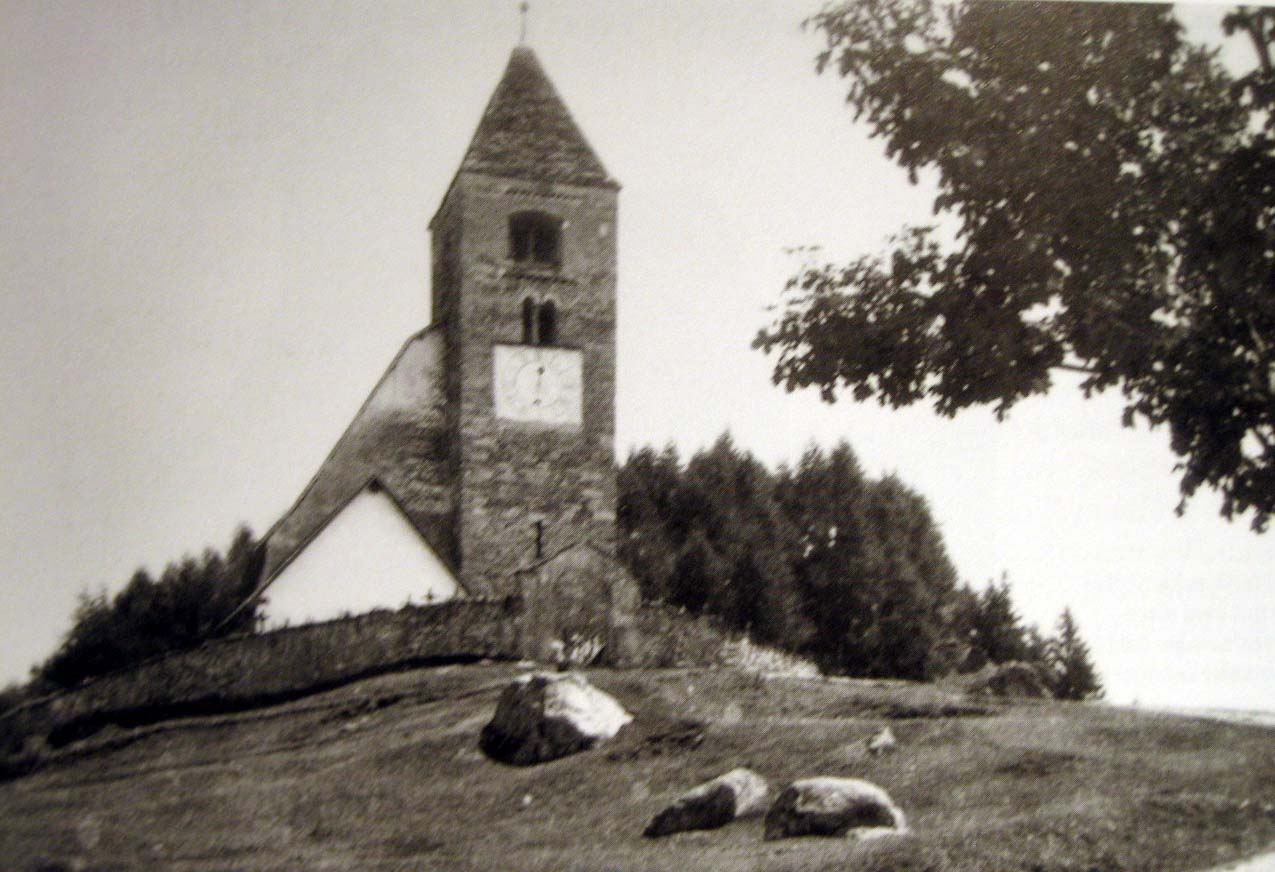
St. Remigius um 1900

Der Verputz wurde mit den gleichen Materialien (gebrannter Kalk und Milch) wie früher ausgebessert, das westliche Schallloch in seinen ursprünglichen Zustand zurückversetzt und das Blechdach aus dem 19. Jahrhundert wurde wieder durch das ursprüngliche Dach aus Lärchenschindeln ersetzt.
Altäre, Chorgestühl und Wandmalereien wurden unter der Leitung von Peter Jordi, Wabern bei Bern, restauriert. Die Farbschichten an der Emporenbrüstung wurden entfernt und die Orgel restauriert.
Obwohl bei der Entfernung des Holzbodens auf der Nordseite eine Grabplatte und ein männliches Skelett entdeckt wurden, verzichtete man aus Kostengründen auf weitere Ausgrabungen.

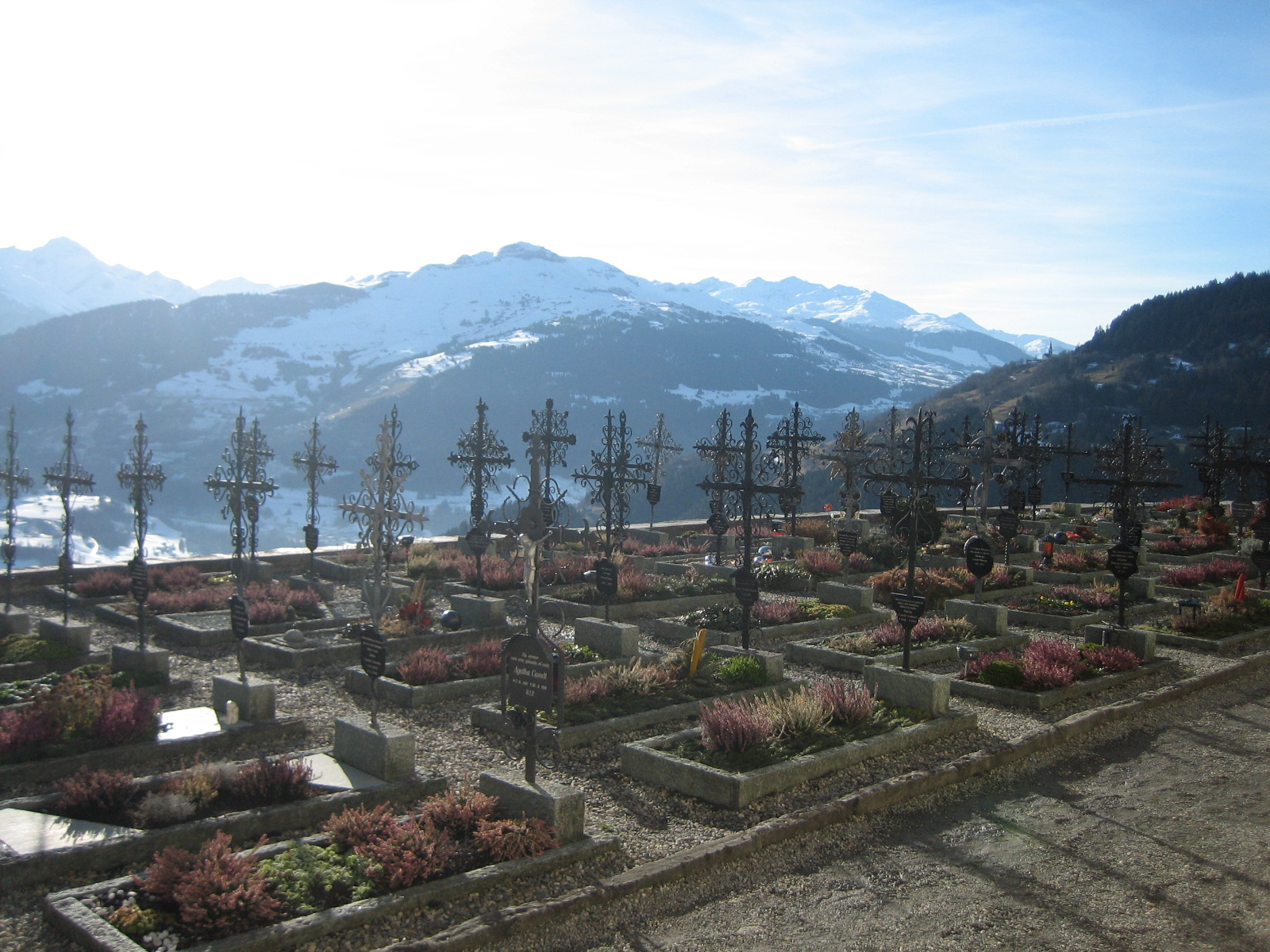
Der Friedhof von St. Remigius

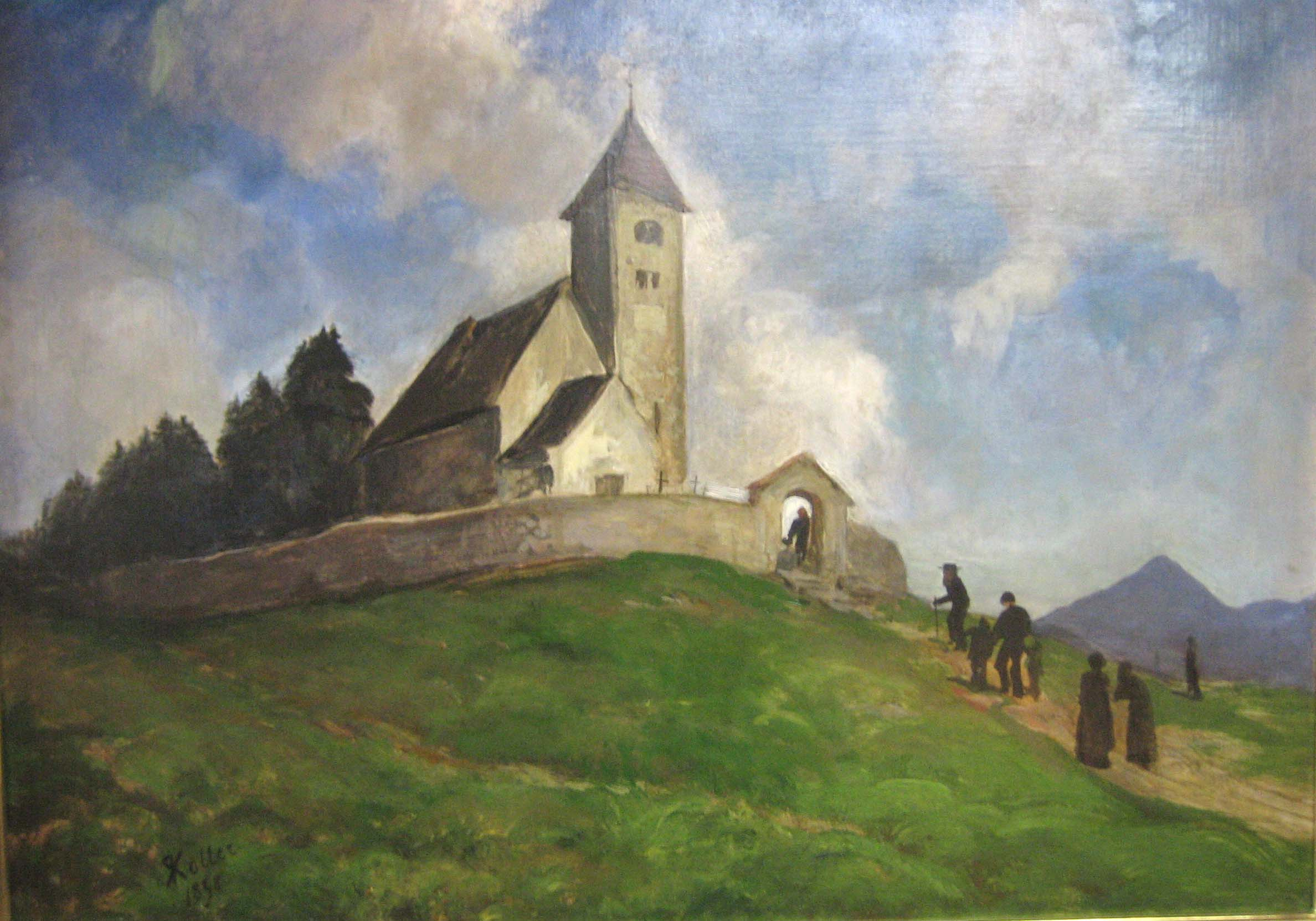
St. Remigius, gemalt von Rudolf Koller

## Friedhof
Die Friedhofsmauer ist älter als der Turm, stammt also spätestens aus dem 13. Jahrhundert. Bis 1960 wurden die Toten in Familiengräbern bestattet. Da dies aus Platzgründen immer wieder zu Auseinandersetzungen führte, wurde 1961 das Bestattungswesen neu geregelt und der Friedhof renoviert.
Auf der Südseite wurde die Friedhofsmauer um 50 cm erhöht. Der Beschluss, dass fortan nur noch eiserne Grabkreuze verwendet werden durften, führte zu einem Friedhof, der mit Kirche und Umgebung ein harmonisches Ganzes bildet.

## Besonderes
- Im Jahr 1889 malte der bekannte Zürcher Maler Rudolf Koller ein Bild von St. Remigius. Es hängt im Gemeindehaus von Falera in der Kanzlei.
- Die drei Kirchen St. Remigius, Sogn Sein in Ladir und Sogn Gieri (St. Georg) in Ruschein liegen alle auf einer Linie.